# Kianna Dior
Pour les articles homonymes, voir Dior.
 (juillet 2024).
La mise en forme du texte ne suit pas les recommandations de Wikipédia : il faut le « wikifier ».
Les points d'amélioration suivants sont les cas les plus fréquents. Le détail des points à revoir est peut-être précisé sur la page de discussion.
- Les titres sont pré-formatés par le logiciel. Ils ne sont ni en capitales, ni en gras.
- Le texte ne doit pas être écrit en capitales (les noms de famille non plus), ni en gras, ni en italique, ni en « petit »…
- Le gras n'est utilisé que pour surligner le titre de l'article dans l'introduction, une seule fois.
- L'italique est rarement utilisé : mots en langue étrangère, titres d'œuvres, noms de bateaux, etc.
- Les citations ne sont pas en italique mais en corps de texte normal. Elles sont entourées par des guillemets français : « et ».
- Les listes à puces sont à éviter, des paragraphes rédigés étant largement préférés. Les tableaux sont à réserver à la présentation de données structurées (résultats, etc.).
- Les appels de note de bas de page (petits chiffres en exposant, introduits par l'outil «  Source ») sont à placer entre la fin de phrase et le point final[comme ça].
- Les liens internes (vers d'autres articles de Wikipédia) sont à choisir avec parcimonie. Créez des liens vers des articles approfondissant le sujet. Les termes génériques sans rapport avec le sujet sont à éviter, ainsi que les répétitions de liens vers un même terme.
- Les liens externes sont à placer uniquement dans une section « Liens externes », à la fin de l'article. Ces liens sont à choisir avec parcimonie suivant les règles définies. Si un lien sert de source à l'article, son insertion dans le texte est à faire par les notes de bas de page.
- La présentation des références doit suivre les conventions bibliographiques. Il est recommandé d'utiliser les modèles {{Ouvrage}}, {{Chapitre}}, {{Article}}, {{Lien web}} et/ou {{Bibliographie}}. Le mode d'édition visuel peut mettre en forme automatiquement les références.
- Insérer une infobox (cadre d'informations à droite) n'est pas obligatoire pour parachever la mise en page.

Pour une aide détaillée, merci de consulter Aide:Wikification.
Si vous pensez que ces points ont été résolus, vous pouvez retirer ce bandeau et améliorer la mise en forme d'un autre article.
Kianna Dior, de son vrai nom Victoria Ann Woo, est une actrice pornographique et productrice canadienne née le 27 novembre 1969. Elle est active depuis 1999. Elle possède un site en son nom depuis 2004.
Elle est active sur diverses plateforme tel que Onlyfans, Instagram, Modelhub et SextPanther.

## Biographie
Kianna grandi au Canada en Colombie-Britannique dans la ville de Vancouver. Enfant, elle avait beaucoup d'imagination et aimait beaucoup jouer des rôles. Elle se voyait être actrice dans des films à la télévision. Dès le lycée, elle est intéressée par le modelling et souhaite se lancer dans ce milieu. Elle réalise des danses érotiques dans des bars locaux où elle est très appréciée pour ses performances. Pendant cette période elle rencontre Shay Sights, une de ses amie qui lui conseille de se lancer dans l'industrie pour adultes,,,.

### Vie privée
Kianna a réalisé des études supérieures et possède beaucoup de hobbies.
Elle a obtenu une licence dans une école d'art dont on ne connait pas le nom.
Elle aime beaucoup les animaux dont les chats et les chiens.
C'est une femme très active qui aime chanter, danser, faire du sport en extérieur et voyager. Elle aime aussi beaucoup lire et écrire des blogs.
Elle apprécie beaucoup les cuisines japonaise, italienne et espagnole. Son plat préféré serait toutefois le hamburger.
Son sport préféré est le basket-ball et son joueur préféré est Lebron James.
Elle déclare être célibataire et n'entretenir aucune relation. Toutefois des rumeurs suggèrent qu'elle serait mariée ou en relation avec un homme. Ces rumeurs ne sont aucunement confirmées.
Kianna n'a pas déclaré avoir d'enfant. Il se pourrait toutefois qu'elle ait une fille qu'elle souhaite ne pas exposer aux médias.
Elle a des implants mammaires. Elle a pris cette décision avant même de commencer à danser dans des bars car elle faisait beaucoup de fitness et voyait qu'elle perdait beaucoup de poids et de la poitrine. Les implants lui permettait d'avoir une plus grosse poitrine mais cela lui a causé des douleurs au dos traité par massage et chiropractie.
En 2024 il est estimé qu'elle a gagné environ 300 000 dollars américain. Certains estiment cette valeur jusqu'à 4,26 millions de dollars américains .

## Carrière

### Dans l'industrie pour adulte
Sa première vidéo s'intitule Simply Kia où elle tourne avec Jon Dough. Elle continuera par la suite de tourner des scènes hardcore.
Kianna réalise ses premières scènes officiellement en tant qu'actrice en 1999 dans le film Blowjob Adventures of Dr. Fellatio 18. Elle continuera à jouer dans des relations hétérosexuelles et lesbiennes.
Très rapidement elle sera associée en tant que cougar notamment lorsqu'elle joue dans des rôles de belle-mère ou dans des gangbang.
En 2002 elle commencera à créer son site avec l'aide d'un fan qui ouvrira ses portes en 2004. Ce site répertorie ses nouvelles vidéos, des annonces et une boutique en ligne.
En 2009, Christian Dior Couture a porté plainte contre Kianna Dior pour le nom de son site "kiannadior.com" qui utilise le nom de la marque française. La plainte n'a pas été retenu et Kianna a pu garder le nom de sa page web tel quel.
En 2012 elle participe à l'Adult Entertainment Show à Las Vegas.
En 2020, elle réalise une interview dans le podcast Mature Audiences Mayhem, où elle détail son parcours et ses futurs projets.
En 2021 elle réalise sa première scène anale avec Keiran Lee.
En dehors de l'industrie pour adulte, elle a fait des apparitions dans des clips musicaux avec Lil Wayne et Jay-Z. Elle a également participé à certaines émissions télévisées. Elle est notamment une invité dans le documentaire Sex Sells en 2021.
En 2023, elle est mise en avant par le magazine Nightmove dans l'édition de novembre.

### Collaborations en dehors du X
Elle a participé au clip vidéo de la musique Without Me d'Eminem en 2002.

## Filmographie
Kianna performe aussi bien dans des films que dans des vidéos spécialement conçues pour le web. Elle apparaît dans plusieurs centaines de vidéos, 460 sont recensées depuis 1999.

## Récompenses et nominations
Sur 10 nominations dans toute sa carrière, elle a été récompensée une fois en 2020 dans le hall of fame par AVNstars,.

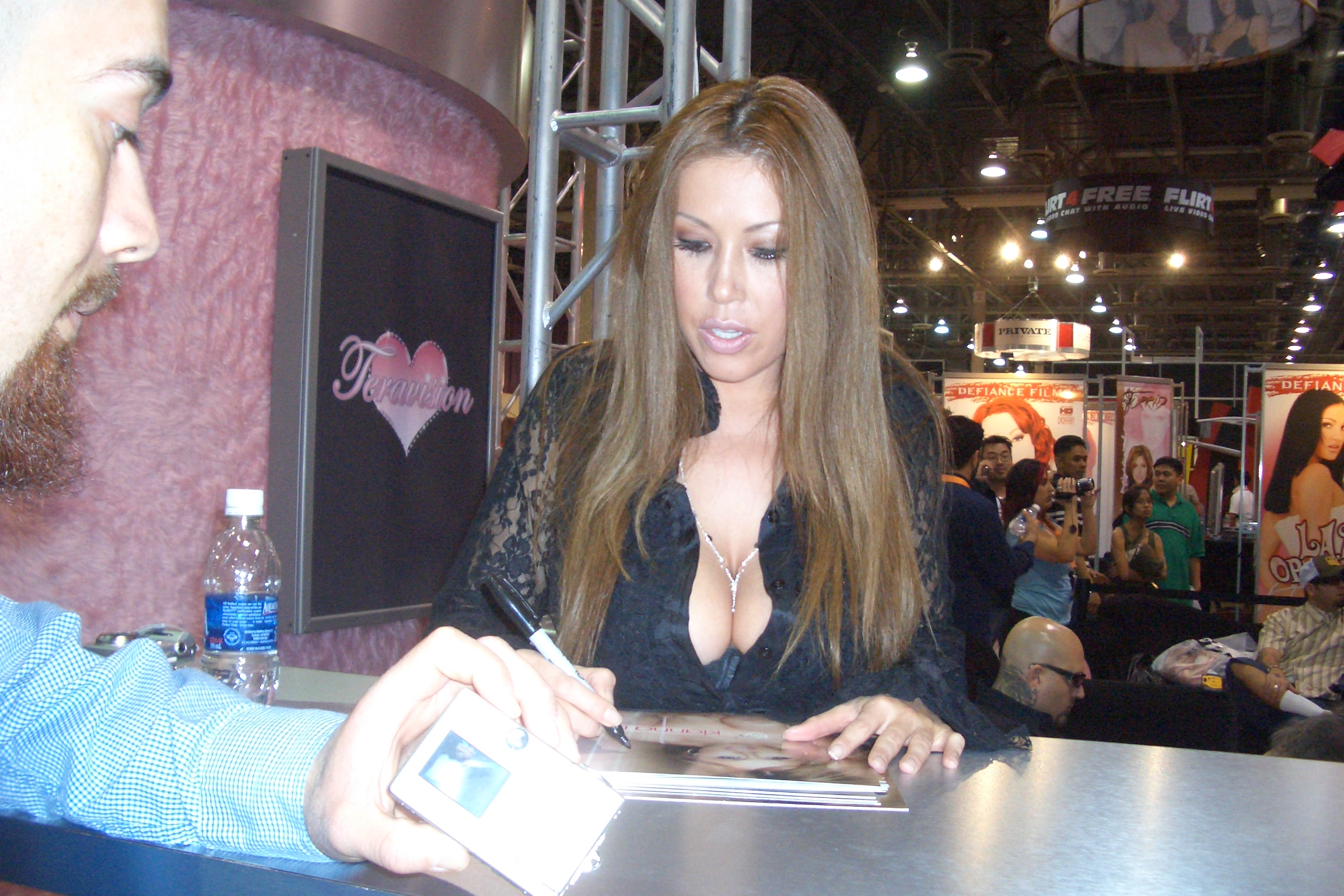
Kianna Dior au salon AVN en 2006

| Année | Cérémonie         | Résultats  | Prix                                 | Film                                   |
| ----- | ----------------- | ---------- | ------------------------------------ | -------------------------------------- |
| 2003  | AVN awards        | Nomination | Meilleure scène de sexe anal - Vidéo | Hot Bods and Tail Pipe#21              |
| 2019  | Nightmoves awards | Nomination | Meilleure mise en valeur de star     | Noir                                   |
| 2019  | XRCO awards       | Nomination | Mise en valeur de star               | Noir                                   |
| 2020  | AVN awards        | Nomination | Meilleure scène d'orgie              | Bridgette B.: Spanish Fuck Doll        |
| 2020  | AVN awards        | Lauréat    | Hall of Fame                         | X                                      |
| 2020  | Fleshbot awards   | Nomination | Meilleurs seins                      | X                                      |
| 2020  | XBIZ awards       | Nomination | Mise en valeur de la star de l'année | Noir                                   |
| 2020  | Xcritic awards    | Nomination | Star sous-côté                       | X                                      |
| 2021  | Fleshbot awards   | Nomination | Meilleure scène oral                 | Kianna Dior & Adriana Chechik: BJ 3Way |
| 2023  | AVN awards        | Nomination | Meilleure scène d'orgie              | Kianna Dior XXXMAS Blowbang            |
| 2024  | AVN awards        | Nomination | Meilleure scène d'orgie              | Wet Food 10                            |